# Harry Sears
Harry Edward Sears (11. maj 1870 i Boston - 19. oktober 1920) var en amerikansk skytte som deltog i OL 1912 i Stockholm.
Sears blev olympisk mester i skydning under OL 1912 i Stockholm. Han vandt i holdkonkurrencen i 50 m pistol.
De andre på holdet var Al Lane, Peter Dolfen og John Dietz.
Han begik selvmord ved at skyde sig selv i hjertet.